# 無量寿院 (埼玉県松伏町)
無量寿院（むりょうじゅいん）は、埼玉県北葛飾郡松伏町にある真言宗豊山派の寺院。

## 歴史
1430年（永享2年）、祐覚によって開山された。一説では祐覚は中興とのことである。当院公式サイトでは、祐覚は開山としている。
1893年（明治26年）に火災に遭ったが、本尊は無事であった。後に再建された。現在の本堂は1982年（昭和57年）に新築されたものである。
松伏町の文化財に指定されている「地蔵菩薩坐像」は南北朝時代の作で、廃寺「宝光院」の本尊であったが、当寺に移されたものである。

## 文化財
- 地蔵菩薩坐像（松伏町指定有形文化財 昭和50年6月1日指定）[4]

## 交通アクセス
- 路線バス赤岩入口停留所より徒歩11分。